# Calanthemis malawianus
Calanthemis malawianus es una especie de escarabajo longicornio del género Calanthemis, tribu Clytini, subfamilia Cerambycinae. Fue descrita científicamente por Adlbauer en 2021.

## Descripción
Mide 7-9,5 milímetros de longitud.

## Distribución
Se distribuye por Malaui y Zambia.